# Passion Factory
Passion Factory (англ. «Фабрика страстей») — дебютный студийный альбом немецкого синти-поп-дуэта The Twins, выпущенный 31 августа 1981 года на лейбле Hansa International.
Выходу альбома предшествовали синглы: первый официальный сингл группы "The Desert Place", ремикс-версия которого стала хитом на дискотеках Германии и вошла в танцевальные чарты Dance Club Songs Billboard USA (67 место в 1982 году), а также "Runaway".
В 1995 году с разрешения лейбла Hansa альбом был отремастирован и впервые издан на CD на собственном лейбле группы The Twins, который называется Passion Factory Records, а в 2004 году переиздан.

## Список композиций
1. The Passion Factory (4:25)
2. X-Ray Eyes (3:55)
3. Satellite City (4:41)
4. Runaway (4:20)
5. Electric Bats (5:24) (инструментальная композиция)
6. The Desert Place (4:26)
7. Night, Lights And Shadows (3:24)
8. Younger Days (4:10)
9. Wet Season (1:19) (инструментальная композиция)
10. Synthetic World (4:25)

Музыка и слова всех песен — Свен Дороу и Ронни Шрайнцер, кроме 9 - её автор только Свен Дороу.

## Участники записи
- Свен Дороу – синтезатор, компьютеры
- Ронни Шрайнцер – вокал, ударные
- Свен Дороу, Ронни Шрайнцер – концепция дизайна, продюсер, аранжировка
- Ян Хинрихс – дизайн пластинки
- Ханс Пилер – фотосессия